# Anàlisi de correspondències
A estadística multivariant, l'anàlisi de correspondències ((anglès) Correspondence analysis, CA) és una tècnica descriptiva proposada per Hirschfeld i posteriorment desenvolupada per Jean-Paul Benzécri.
Totes les dades han de ser no-negatives i en la mateixa escala per tal de poder aplicar l'anàlisi de correspondències, i el mètode tracta les files i les columnes de forma equivalent. Se sol aplicar a l'estudi de taules de contingència i és conceptualment similar a l'anàlisi de components principals amb la diferència que en l'anàlisi de correspondències les dades s'escalen de manera que files i columnes es tracten de manera equivalent. És una manera de visualitzar o resumir un conjunt de dades en una representació de dues dimensions.
L'anàlisi de correspondències descompon l'estadístic del test de la khi-quadrat associat a una taula de contingència en components ortogonals. Atès que es tracta d'una tècnica descriptiva, es pot aplicar fins i tot en circumstàncies en què l'estadístic {\displaystyle \chi ^{2}} no és apropiat.

## Detalls
Igual que l'anàlisi de components principals, l'anàlisi de correspondències crea components ortogonals i, per a cada element d'una taula, crea un conjunt de puntuacions (de vegades anomenats puntuacions de factors). L'anàlisi de correspondències es realitza sobre una taula de contingència C, de grandària m×n on m és el nombre de files i n el nombre de columnes.

### Preprocessament
A partir d'una taula C, es calcula un conjunt de pesos per a les columes i les files, on els pesos de les files són
{\displaystyle w_{m}=(1C1)^{-1}C1}
i els pesos de les columnes són
{\displaystyle w_{n}=(1C1)^{-1}1C}.
A continuació, es calcula una taula S (anomenada matriu estocàstica), on C es divideix per la suma de C
{\displaystyle S=(1C1)^{-1}C}.
Finalment, es calcula una taula M a partir de S i dels pesos:
{\displaystyle M=S-w_{m}w_{n}}.

### Components ortogonals
Llavors es descompon la taula M mitjançant la descomposició en valors singulars generalitzats, on els vectors singulars per l'esquerra i per la dreta estan restringits pels pesos. Els pesos són taules diagonals
{\displaystyle W_{m}=\operatorname {diag} \{w_{m}\}}
i
{\displaystyle W_{n}=\operatorname {diag} \{w_{n}\}}
on els elements de la diagonal de {\displaystyle W_{n}} són {\displaystyle w_{n}} i els de fora de la diagonal són 0.
Llavors s'obté la descomposició de M:
{\displaystyle M=U\Sigma V^{*}\,}
on
{\displaystyle U^{*}W_{m}U=V^{*}W_{n}V=I}.

### Puntuació de factors
Les puntuacions de factors per als elements fila de la taula C són
{\displaystyle F_{m}=W_{m}U\Sigma }
i pels elements columna
{\displaystyle F_{n}=W_{n}V\Sigma }.

## Extensions i aplicacions
Existeixen diverses variants de l'anàlisi de correspondències, incloent-hi l'anàlisi de correspondències amb eliminació de la tendència ((anglès) detrended correspondence analysis, DCA) i l'anàlisi de correspondències canòniques ((anglès) canonical correspondence analysis, CCA). L'extensió de l'anàlisi de correspondències a més d'una variable categòrica s'anomena anàlisi de correspondències múltiple. Una adaptació de l'anàlisi de correspondències al problema de discriminació basat en variables qualitatives (és a dir, l'equivalent de l'anàlisi discriminant per a dades qualitatives) s'anomena anàlisi de correspondències discriminant o anàlisi discriminant baricèntric.
En ciències socials, l'anàlisi de correspondències, i en particular l'anàlisi de correspondències múltiple, es va donar a conéixer fora de França pel sociòleg francès Pierre Bourdieu.

## Implementacions
- El sistema de visualització de dades Orange inclou el mòdul: orngCA.
- El sistema estadístic R inclou els paquets: ade4, ca, vegan, ExPosition i FactoMineR, que realitzen anàlisi de correspondències i anàlisi de correspondències múltiples.[7]